# Didier Cuche
Didier Cuche (Le Pâquier, 16 augustus 1974) is een voormalig Zwitsers alpineskiër. Hij kwam vooral uit op de disciplines afdaling en de Super G. Aan het einde van seizoen 2011/2012 heeft hij zijn carrière beëïndigd.

## Carrière
In 1995 nam hij voor de eerste keer deel aan een wereldbekermanche. In 1998 kende hij zijn doorbraak met winst op de Hanekam, de befaamde afdaling in Kitzbühel. Datzelfde jaar werd hij tweede op de Super G op de Olympische Winterspelen in Nagano. Hij eindigde in exact dezelfde tijd als Hans Knauss, zodat beide skiërs de zilveren medaille toebedeeld kregen.
Tijdens de winter van 2006-2007 kende Cuche opnieuw een goed seizoen: Hij won de wereldbeker in de afdaling. Hij eindigde op 4 manches tweede, in het Noorse Kvitfjell won hij de wereldbekermanche. Ook de volgende winter won Cuche de wereldbeker op de afdaling. Op de Super G eindigde hij slechts 1 punt achter winnaar Hannes Reichelt. In 2008 won hij, tien jaar na zijn eerste overwinning, opnieuw de afdaling in Kitzbühel.
Op het WK 2009 in Val-d'Isère won Cuche de Super G. Op de afdaling werd hij tweede. Die prestaties leverden hem aan het einde van het jaar in eigen land de verkiezing op van Zwitsers Sportman van het Jaar 2009. In 2011 werd hij eveneens Zwitsers Sportman van het Jaar. Ook werd hij gekozen tot Zwitser van het Jaar in 2011. Aan het einde van het seizoen beeïndigde hij zijn carrière.

## Resultaten

### Wereldkampioenschappen
| Jaar | Plaats       | Resultaten                               |
| ---- | ------------ | ---------------------------------------- |
| 1999 | Beaver Creek | 8e Super G 14e Afdaling                  |
| 2001 | Sankt Anton  | 5e Super G 16e Reuzenslalom DNF Afdaling |
| 2003 | Sankt Moritz | 4e Afdaling 11e Super G 12e Reuzenslalom |
| 2007 | Åre          | Reuzenslalom · 4e Super G · 6e Afdaling  |
| 2009 | Val-d'Isère  | Super G · Afdaling · 6e Reuzenslalom     |
| 2011 | Garmisch-P.  | Afdaling · 4e Super G · 6e Reuzenslalom  |

### Olympische Spelen
| Jaar | Plaats         | Resultaten                                |
| ---- | -------------- | ----------------------------------------- |
| 1998 | Nagano         | Super G · 8e Afdaling                     |
| 2002 | Salt Lake City | 10e Reuzenslalom 14e Afdaling DSQ Super G |
| 2006 | Turijn         | 12e Super G 19e Reuzenslalom              |
| 2010 | Vancouver      | 6e Afdaling 10e Super G 14e Reuzenslalom  |

### Wereldbeker

#### Eindklasseringen
| Seizoen   | Algm   | AD    | RS   | SG     | SC  |
| --------- | ------ | ----- | ---- | ------ | --- |
| 1995/1996 | 92e    | 40e   | -    | 47e    | -   |
| 1997/1998 | 8e     | 4e    | -    | 6e     | 11e |
| 1998/1999 | 15e    | 13e   | 30e  | 13e    | 4e  |
| 1999/2000 | 12e    | 11e   | 12e  | 9e     | 17e |
| 2000/2001 | 10e    | 13e   | 20e  | 6e     | -   |
| 2001/2002 | Brons  | 14e   | 4e   | Zilver | -   |
| 2002/2003 | 5e     | 9e    | 20e  | Brons  | -   |
| 2003/2004 | 13e    | 9e    | 24e  | 10e    | 10e |
| 2004/2005 | 17e    | 21e   | 11e  | 27e    | -   |
| 2005/2006 | 34e    | 18e   | 24e  | 28e    | -   |
| 2006/2007 | Brons  | Goud  | 7e   | Zilver | 34e |
| 2007/2008 | Brons  | Goud  | 4e   | Zilver | 23e |
| 2008/2009 | Brons  | 7e    | Goud | 7e     | 30e |
| 2009/2010 | Brons  | Goud  | 9e   | 8e     | 27e |
| 2010/2011 | Zilver | Goud  | 9e   | Goud   | -   |
| 2011/2012 | 6e     | Brons | 30e  | Zilver | -   |

#### Wereldbekerzeges
| Datum            | Plaats                 | Onderdeel    |
| ---------------- | ---------------------- | ------------ |
| 23 januari 1998  | Kitzbühel              | Afdaling     |
| 5 januari 2002   | Adelboden              | Reuzenslalom |
| 7 maart 2002     | Altenmarkt-Zauchensee  | Super G      |
| 8 december 2002  | Beaver Creek           | Super G      |
| 30 januari 2004  | Garmisch-Partenkirchen | Afdaling     |
| 10 maart 2007    | Kvitfjell              | Afdaling     |
| 14 december 2007 | Val Gardena            | Super G      |
| 19 januari 2008  | Kitzbühel              | Afdaling     |
| 21 februari 2009 | Sestriere              | Reuzenslalom |
| 25 oktober 2009  | Sölden                 | Reuzenslalom |
| 28 november 2009 | Lake Louise            | Afdaling     |
| 22 januari 2010  | Kitzbühel              | Super G      |
| 23 januari 2010  | Kitzbühel              | Afdaling     |
| 6 maart 2010     | Kvitfjell              | Afdaling     |
| 22 januari 2011  | Kitzbühel              | Afdaling     |
| 29 januari 2011  | Chamonix-Mont-Blanc    | Afdaling     |
| 13 maart 2011    | Kvitfjell              | Super G      |
| 26 november 2011 | Lake Louise            | Afdaling     |
| 21 januari 2012  | Kitzbühel              | Afdaling     |
| 28 januari 2012  | Garmisch-Partenkirchen | Afdaling     |
| 24 februari 2012 | Crans-Montana          | Super G      |